# Macrozamia johnsonii
Macrozamia johnsonii — вид голонасінних рослин класу саговникоподібні (Cycadopsida).
Етимологія: вшанування австралійського ботаніка д-ра Джонсона (1925 — 1997), директора Королівського ботанічного саду Сіднею (1972-1985).

## Опис
Рослини деревовиді, стовбур 0,3–3 м заввишки, 50–90 см діаметром. Листків 70–120 в кроні, вони яскраво-зелені, високоглянсові, довжиною 150—300 см, з 150—250 листових фрагментів; стебло не спірально закручене, пряме; черешок 2–8 см завдовжки, прямий, без шипів. Листові фрагменти просто; середні — довжиною 200—400 мм, 5–11 мм завширшки. Пилкові шишки веретеновиді, 25–40 см завдовжки, 8–10 см діаметром. Насіннєві шишки яйцеподібні, 35–65 см, 13–18 см діаметром. Насіння плоске, яйцеподібне, 40–55 мм завдовжки, 25–30 мм завширшки; саркотеста червона.

## Поширення, екологія
Країни поширення: Австралія (Новий Південний Уельс). Область, в якій є вид включає мозаїку трав'янистих відкритих евкаліптових лісів і чагарникових мокрих склерофітних лісів, з ділянками тропічного лісу в найбільш захищених місцях. Загальні домінанти включають Corymbia variegata, Eucalyptus microcorys, Eucalyptus biturbinata, Eucalyptus carnea, Eucalyptus siderophloia, Lophostemon confertus.

## Загрози та охорона
Єдина реальна загроза в даний час, як видається, заготівля деревини. Тим не менш, заготівля деревини впливає тільки на невелику частину тієї області, в якій зустрічається вид. До 59% площі, де зустрічається вид знаходиться в державному лісі, де лісозаготівля не допускається.